# جیل پلینز، استرالیای جنوبی
جیل پلینز (به انگلیسی: Gilles Plains) یک حومه شهر در استرالیا است که در استرالیای جنوبی واقع شده‌است.